# XXXX
XXXX är en fiktiv kontinent skapad av Terry Pratchett.

## Information
XXXX heter som den heter eftersom ingen egentligen vet vad den heter. Kontinenten flyter mitt i havet och är ganska liten med Skivvärldsmått mätt. Den är en slags motsvarighet till Australien, som är befolkad av ett folkslag med mörkare hud. Det förekommer också kängurur där. Det är vanligt hos befolkningen att måla virvlar i ansiktet. Platsen ligger i Kanthavet. Platsen är täckt av rödaktig sand och mycket het. Det finns också små klungor av gulnat gräs här och där och grågröna träd på vissa platser.